# Ramón Muttis
Ramón Alfredo Muttis (* 12. März 1899 in Buenos Aires; † 12. Januar 1955 in Córdoba) war ein argentinischer Fußballspieler, der mit der Nationalmannschaft seines Heimatlandes an der Fußball-Weltmeisterschaft 1930 teilnahm.

## Karriere

### Vereinskarriere
Ramón Muttis begann seine fußballerische Laufbahn im Jahre 1918 beim Verein CD Santiago Wanderers aus der chilenischen Hafenstadt Valparaíso. Nur ein Jahr später kehrte er, ohne einen Titel mit den Wanderers gewonnen zu haben, in seine argentinische Heimat zurück und schloss sich Club Atlético Atlanta, einem Verein aus dem Viertel Villa Crespo in der Hauptstadt Buenos Aires, an. Dort blieb er zwei Jahre, von 1920 bis 1922, ehe er weiterwechselte zu den Boca Juniors. Mit dem 1905 von italienischen Einwanderern gegründeten Verein aus dem Arbeiterviertel La Boca in Buenos Aires gewann Ramón Muttis die argentinische Meisterschaft im Jahre 1931 durch einen ersten Platz in der Tabelle vor CA San Lorenzo de Almagro. Bei Boca spielte er zusammen mit anderen Größen des argentinischen Fußballs der damaligen Zeit wie Francisco Varallo, Roberto Cherro, Mario Evaristo, Domingo Tarasconi oder Pedro Suárez. Trotz oder gerade wegen des Erfolges mit den Boca Juniors und bedingt durch die Tatsache, dass er nicht unbedingt erste Wahl beim argentinischen Meister war, beendete Ramón Muttis seine Karriere 1932 im Alter von 33 Jahren. Vier Jahre später, 1936, kehrte er noch einmal auf den Fußballplatz zurück und schloss sich für ein Jahr den Argentinos Juniors an, einem Verein, der damals nicht zu den Großen in Argentinien zählte, aber dennoch in der Primera División spielte. Nach nur einem Jahr bei den Juniors wechselte Muttis, mittlerweile 38 Jahre alt, noch für ein weiteres Jahr zu Club Almagro, ehe er seine Karriere beendete.

### Nationalmannschaftskarriere
In der argentinischen Fußballnationalmannschaft brachte es Ramón Muttis zu elf Einsätzen. Mit der Nationalmannschaft seines Heimatlandes nahm er an drei großen Turnieren teil. Sein erstes Turnier spielte er für Argentinien bei der Campeonato Sudamericano 1925, die die argentinische Mannschaft vor Brasilien gewann. Ein Jahr später spielte Muttis seine zweite Kontinentalmeisterschaft. In Chile reichte es für Argentinien jedoch nur zu einem zweiten Platz hinter Uruguay. 1930 erlebte Ramón Muttis dann die Krönung seiner Nationalmannschaftskarriere, denn er wurde von Nationaltrainer Francisco Olazar in das Aufgebot Argentiniens bei der Fußball-Weltmeisterschaft 1930, der ersten in der Geschichte, berufen. Bei dem Turnier in Uruguay kam Argentinien bis ins Finale, wo man an Gastgeber Uruguay mit 2:4 scheiterte. Muttis absolvierte bei dem Turnier ein Spiel, nämlich das erste Spiel der Südamerikaner im Parque Central von Montevideo gegen Frankreich, das Muttis Mannschaft mit 1:0 durch ein Tor von Luis Monti gewann. Danach wurde er nicht mehr eingesetzt. Nach Ende der Fußball-Weltmeisterschaft beendete Ramón Muttis seine Nationalmannschaftskarriere nach elf Einsätzen, in denen ihm kein Tor gelang.

## Trainerlaufbahn
Nach Ende seiner aktiven Karriere wurde Ramón Muttis Trainer. Während seiner Tätigkeit als Fußballlehrer trainierte er jedoch nur zwei Vereine. 1937 war er als Spielertrainer bei Club Almagro aktiv und drei Jahre darauf coachte er die Argentinos Juniors. Daraufhin zog er sich aus dem Fußballgeschäft zurück.
Ramón Muttis verstarb am 12. Januar 1955 im Alter von 55 Jahren in Buenos Aires.